# بهیم

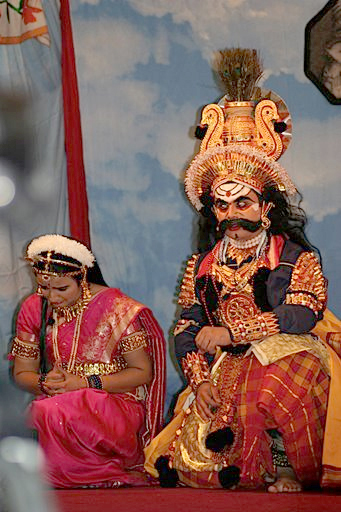
بهیم و دروپدی

بهیم یا بهیما (سانسکریت: भीम) از شخصیت‌های اصلی رزمنامه هندی مهابهارت و دومین فرزند از فرزندان پنجگانه پاندو است. بهیم، به سبب نیرومندی و زورآوری، بر چهار برادرش و نیز بر فرزندان دهرتراشت چیرگی داشت. او با دو دیو هدیمبا و هدیمبی، که خواهر و برادر بودند، جنگید و پس از کشتن هدیمبا، با هدیمبی پیوند نمود و از وی صاحب پسری شد. او همچنین به تدبیر جدهشتر به پیوند دروپدی درآمد. وی، به همراه کرشن و ارجن، به ولایت مگده رفت و در نبردی تن به تن جراسنده پادشاه آن ولایت را شکست داد و به دو نیم کرد. بهیم در جنگ کرکهیت نیز دلاورانه جنگید و بسیاری از اولاد دهرتراشت را کشت. 